# Associazione Calcio Asti 1933-1934
Questa pagina raccoglie i dati riguardanti l'Associazione Calcio Asti nelle competizioni ufficiali della stagione 1933-1934.

## Rosa
| N. |                   | Ruolo | Calciatore        |
| -- | ----------------- | ----- | ----------------- |
|    | Italia (bandiera) | D     | Ambrosio          |
|    | Italia (bandiera) | D     | Giulio Boano      |
|    | Italia (bandiera) | C     | Giovanni Cerruti  |
|    | Italia (bandiera) | A     | Domenico Cornetto |
|    | Italia (bandiera) | C     | Giovanni Fassone  |
|    | Italia (bandiera) | D     | Eugenio Ferreccio |
|    | Italia (bandiera) | C     | Amilcare Giuliani |

| N. |                   | Ruolo | Calciatore          |
| -- | ----------------- | ----- | ------------------- |
|    | Italia (bandiera) | D     | Angelo Masso        |
|    | Italia (bandiera) | C     | Alessandro Picco    |
|    | Italia (bandiera) | D     | Claudio Ponzone     |
|    | Italia (bandiera) | P     | Angelo Andrea Sacco |
|    | Italia (bandiera) | A     | Versano             |
|    | Italia (bandiera) | A     | Giuseppe Zo         |